# ウンモンフクロムシ
ウンモンフクロムシ（雲紋袋虫、学名：Sacculina confragosa）は、フクロムシ科に属する寄生性の甲殻類。磯に生息するカニに寄生する。

## 特徴
イワガニやイソガニ、ヒライソガニといった潮間帯に見られるカニ類の腹部に寄生する。輪郭が波状になった袋状の形態をしている。外皮は薄く、細かい紋がある。

## 引用文献
1. ↑  西村三郎、鈴木克美『海岸動物』内海富士夫監修、保育社〈エコロン自然シリーズ〉、1996年、124頁。ISBN 4586321059。
2. 1 2  奥谷喬司『海辺の生きもの』楚山勇写真、山と渓谷社〈新装版山渓フィールドブックス3〉、2006年、276頁。ISBN 4635060608。

分類は下記データベースによる。
- “Species: Sacculina confragosa Boschma, 1933 ウンモンフクロムシ”. Biological Information System for Marine Life.  国際海洋環境情報センター. 2011年2月6日閲覧。

## 関連
- 寄生生物